# Amidefrin
{{Drugbox-lat
| verifiedrevid = 443383199
| IUPAC_name =-{3-[1-hidroksi-2-(metilamino)etil]fenil}metanesulfonamid
| image = Amidephrine.svg
| width =
| image2 =
| width2 =
| tradename = 
| pregnancy_category = 
| legal_status = 
| routes_of_administration =
| bioavailability = 
| metabolism = 
| elimination_half-life = 
| excretion =
| CAS_number_Ref =  
| CAS_number = 3354-67-4
| ATC_prefix = none
| ATC_suffix = 
| PubChem = 15010
| IUPHAR_ligand = 514
| ChemSpiderID_Ref =  
| ChemSpiderID = 14288
| UNII_Ref =  
| UNII = 7E2P22546V
| ChEMBL_Ref =  
| ChEMBL = 146408
| DrugBank_Ref =
| DrugBank =
| C=10 | H=16 | N=2 | O=3 | S=1 
| molecular_weight = 244,31 g/mol
| smiles = O=S(=O)(Nc1cc(ccc1)C(O)CNC)C
| StdInChI_Ref =  
| StdInChI = 1S/C10H16N2O3S/c1-11-7-10(13)8-4-3-5-9(6-8)12-16(2,14)15/h3-6,10-13H,7H2,1-2H3
| StdInChIKey_Ref =  
| StdInChIKey = ZHOWHMXTJFZXRB-UHFFFAOYSA-N
}}
Amidefrin je alfa-adrenergički agonist.